# Chris Caswell
Christopher Paul "Kazz" Caswell, plus connu sous le nom Chris Caswell, est un musicien, producteur, compositeur, auteur et arrangeur américain né à Rochester (New York). Il a travaillé à de nombreuses reprises avec Paul Williams et a participé à la production de plusieurs épisodes de la série américaine The Muppets.

## Carrière

### Début de carrière et Paul Williams
Chris Caswell est né à Rochester. Après avoir déménagé à Los Angeles, il se lance dans une carrière musicale qui dure plus de quarante ans, principalement dans les émissions de divertissement pour enfants. Caswell a travaillé à de nombreuses reprises avec Paul Williams, souvent en tant que directeur musical, et ce depuis plus de 37 ans,. Il a également travaillé sur plusieurs films et saisons de la série télévisée The Muppets, souvent avec Paul Williams. Il a été nommé aux Grammy Award en 1994 en raison de sa contribution à la bande originale du film Noël chez les Muppets,.

### Collaborations musicales
Caswell est un multi-instrumentiste qui a travaillé avec des artistes dont Smokey Robinson, Willie Nelson, Bonnie Raitt, Chris Mann (en), Natasha Bedingfield, Bill Withers et Jason Mraz.

### Chris Caswell et les Daft Punk
A la fin des années 2000, Chris Caswell rencontre les Daft Punk, alors qu'ils travaillaient sur la bande originale de Tron : L'Héritage. Caswell leur a alors recommandé des ingénieurs avec lesquels ils pourraient travailler. Il participe à l'orchestration et à l'arrangement aux côtés des musiciens de studio pour leur album Random Access Memories, sorti en 2013. Il en profite également pour présenter le duo à Paul Williams, qui composera ensuite les chansons "Touch" et "Beyond" aux côtés de Caswell. L'album remporte le Granny de l'album de l'année et du meilleur album de danse/électro. Le single "Get Lucky" remporte le Grammy de l'enregistrement de l'année et de la meilleure performance d'un duo/groupe pop lors de la 56e cérémonie des Grammy Awards. Caswell a joué dans un hommage aux Beatles aux côtés de Ringo Starr et de Paul McCartney. Lors de la cérémonie des Grammy, en 2014, il a également joué aux côtés des Daft Punk, de Stevie Wonder, de Nile Rodgers, de Pharrell Williams, d'Omar Hakim, de Nathan East et de Paul Jackson Jr..

## Discographie

### Principales réalisations
- Un Noël de Chipmunk (1981) - Musique, arrangement, orchestration
  - Écriture des chansons "Crash Cup Christmas" et "The Spirit of Christmas"
- Noël chez les Muppets (1992) - Partition
  - Écriture de la chanson "Fozziwigs Party"
- A Muppets Christmas : Letters to Santa (en) (2008) - Partition et toutes les chansons
- Iron Man 2 (2010) - Arrangement sur "Make Way For Tomorrow Today"
- Les Muppets, le retour (2011) - Arrangement sur "Man or Muppet (en)"
- Random Access Memories de Daft Punk - Arrangement, orchestration, claviers
  - Écriture des chansons "Touch" et "Beyond"
- Opération Muppets (2014) - Orchestration
- "I Feel It Coming" (ft. Daft Punk) de The Weeknd (2016) - claviers